# Callivates stephanei
Callivates stephanei är en bönsyrseart som beskrevs av Roger Roy 2003. Callivates stephanei ingår i släktet Callivates och familjen Mantidae. Inga underarter finns listade i Catalogue of Life.